# Cotmeana
Cotmeana é uma comuna romena localizada no distrito de Argeş, na região de Muntênia.
A comuna possui uma área de 74.60 km² e sua população era de 2076 habitantes segundo o censo de 2007.